# Степок (Староконстантиновский район)
Степок (укр. Степок) — село в Староконстантиновском районе Хмельницкой области Украины.
Население по переписи 2001 года составляло 110 человек. Почтовый индекс — 31182. Телефонный код — 3854. Занимает площадь 0,336 км². Код КОАТУУ — 6824287102.

## Местный совет
31182, Хмельницкая обл., Староконстантиновский р-н, с. Самчики